# Ballstraße 54 (Quedlinburg)

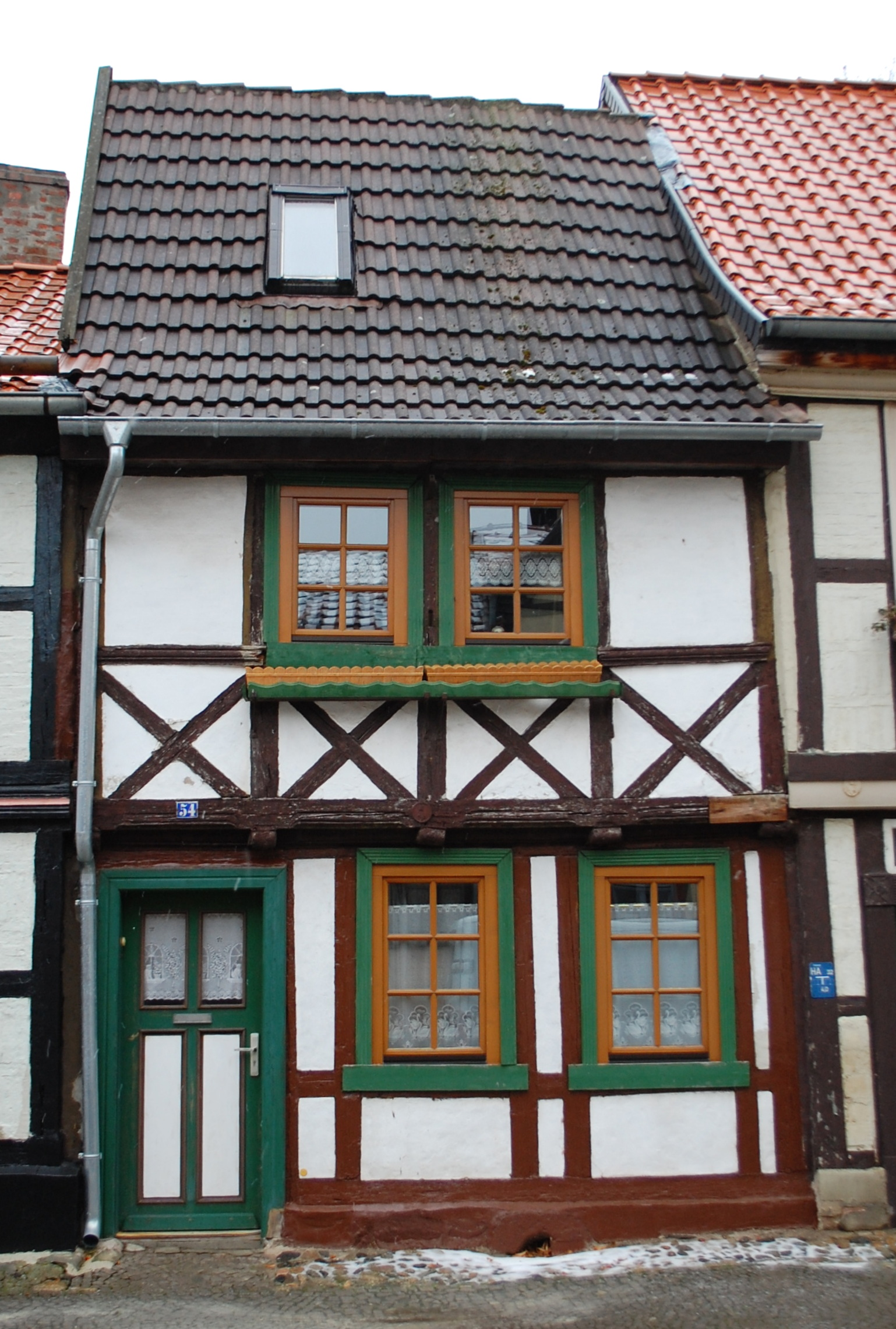
Ballstraße 54

Das Haus Ballstraße 54 ist ein denkmalgeschütztes Gebäude in der Stadt Quedlinburg in Sachsen-Anhalt.

## Lage
Es befindet sich im östlichen Teil der historischen Quedlinburger Neustadt und gehört zum UNESCO-Weltkulturerbe.

## Architektur und Geschichte
Das zweigeschossige Fachwerkhaus entstand im Jahr 1673. Im Quedlinburger Denkmalverzeichnis ist das Haus als Wohnhaus eingetragen. Während das Fachwerk im Erdgeschoss als Ständerrhythmus ausgeführt ist, kam im oberen Stockwerk eine Ständerreihung sowie Andreaskreuze zum Einsatz. An der Stockschwelle befindet sich eine Inschrift, die jedoch nur in Teilen erhalten ist. 